# Hintergrundkonzentration
Als Hintergrundkonzentration wird die stoffliche Konzentration in den Umweltmedien Wasser, Luft und Boden sowie in biologischen Materialien bezeichnet, die sich außerhalb des Einwirkbereichs von Emissionen aus Anlagen oder Ablagerungen befinden. Häufig werden auch die Begriffe Referenzwert, Hintergrundwert oder Hintergrundbelastung synonym verwendet. Die Kenntnis von Hintergrundkonzentrationen hilft zu erkennen, ob eine Verunreinigung der Umweltmedien stattgefunden hat oder stattfindet.

## Begriffsverwendung
Die Hintergrundkonzentration wird im Detail unterschiedlich definiert: Während im Römpp Lexikon Chemie von der „unbeeinflussten Umwelt“ die Rede ist, werden in anderen Publikationen und Normen auch diejenigen anthropogenen Konzentrationen herangezogen, die von außerhalb der Betrachtungseinheit eingetragen werden, zum Beispiel durch atmosphärischen Niederschlag.
Bei Ermittlung der diffusen Emissionen von industriellen Anlagen ist von den im Umfeld dieser Anlagen ermittelten Konzentrationen die Hintergrundkonzentration abzuziehen.